# Ляо Хуей (щангист)
Ляо Хуй (на традиционен китайски: 廖辉, на опростен китайски: 廖輝, на пинин: Liào Huī) е китайски щангист, златен медалист от Олимпиадата в Пекин през 2008 година.
Роден е на 5 октомври 1987 година в град Сянтао, провинция Хубей. Влиза в китайския национален отбор по влизане на тежести в края на 2007 година, след като подобрява 2 рекорда в категорията за юноши по време на Шестите китайски градски игри. През същата година влиза в състава на националния отбор на Китай като измества ветерана Джан Гоуджън. На Олимпийските игри в Пекин печели златен медал в категория до 69 кг. Висок е 168 см.